# José Sylvio Fiolo
José Sylvio Fiolo (Campinas, 2 marzo 1950) è un ex nuotatore brasiliano.

## Biografia
Ha rappresentato il Brasile tre edizioni consecutive dei Giochi olimpici estivi: Città del Messico 1968, di Monaco di Baviera 1972 e di Montréal 1976, gareggiando in vari eventi di rana e staffetta.
Ha vinto 2 ori e 5 bronzi ai Giochi panamericani.
Nel 19 febbraio 1968 ha realizzato il primato mondiale nei 100 m rana grazie al tempo di 1'06"4, migliorando di tre decimi il record di 1'06"7, detenuto dal sovietico Vladimir Kosinskij dall'8 novembre 1967.
È padre del pallanuotista naturalizzato italiano Pietro Figlioli.